# San Giorgio Monferrato
San Giorgio Monferrato (piemontiul: San Giòrs vagy San Giòrs Monfrà) település Olaszországban, Piemont régióban, Alessandria megyében. Lakosainak száma 1205 fő (2023. január 1.). San Giorgio Monferrato Casale Monferrato, Ozzano Monferrato és Rosignano Monferrato községekkel határos.

## Népesség
A település lakossága az elmúlt években az alábbi módon változott:
| Lakosok száma | 1246 | 1237 | 1205 |
|               | 2017 | 2018 | 2023 |